# Шоваша
Шоваша — река в России, протекает по Верхнетоемскому району Архангельской области. Устье реки находится в 49 км по правому берегу реки Нижней Тоймы.

## География и гидрология
Длина реки — 28 км, площадь водосборного бассейна — 110 км².
Основные притоки: Нижняя Тойма, Котельный, Захария, Исток, Большой.

## Данные водного реестра
По данным государственного водного реестра России относится к Двинско-Печорскому бассейновому округу, водохозяйственный участок реки — Северная Двина от впадения реки Вычегда до впадения реки Вага, речной подбассейн реки — Северная Двина ниже места слияния Вычегды и Малой Северной Двины. Речной бассейн реки — Северная Двина.
Код объекта в государственном водном реестре — 03020300112103000027432.

## Топографические карты
- Лист карты P-38-41,42 Верховье р. Юла. Масштаб: 1 : 100 000.
- Лист карты P-38-53,54 Зеленник. Масштаб: 1 : 100 000. Указать дату выпуска/состояния местности.
- Лист карты P-38-XV,XVI Верх. Тойма. Масштаб: 1 : 200 000. Состояние местности на 1984 год. Издание 1989 г.